# Lista över Malis premiärministrar
Detta är en lista över Malis regeringschefer.
| Namn                        | Ämbetsperiod                         |
| --------------------------- | ------------------------------------ |
| Jean-Marie Koné             | 24 maj 1954 – 5 april 1959           |
| Modibo Keïta                | 5 april 1959 – 1965                  |
| Yoro Diakité                | 19 november 1968 – 18 september 1969 |
| Mamadou Dembelé             | 6 juni 1986 – 6 juni 1988            |
| Soumana Sacko               | 2 april 1991 – 9 juni 1992           |
| Younoussi Touré             | 9 juni 1992 – 12 april 1993          |
| Abdoulaye Sékou Sow         | 12 april 1993 – 4 februari 1994      |
| Ibrahim Boubacar Keita      | 4 februari 1994 – 15 februari 2000   |
| Mande Sidibe                | 15 februari 2000 – 18 mars 2002      |
| Modibo Keita                | 18 mars – 9 juni 2002                |
| Ahmed Mohamed Ag Hamani     | 9 juni 2002 – 30 april 2004          |
| Ousmane Issoufi Maïga       | 30 april 2004 – 28 september 2007    |
| Modibo Sidibé               | 28 september 2007 – 3 april 2011     |
| Cissé Mariam Kaïdama Sidibé | 3 april 2011 – 22 mars 2012          |
| Vakant                      | 22 mars 2012 – 17 april 2012         |
| Cheick Modibo Diarra        | 17 april 2012 – 11 december 2012     |
| Django Sissoko              | 11 december 2012 – 5 september 2013  |
| Oumar Tatam Ly              | 5 september 2013 – 5 april 2014      |
| Moussa Mara                 | 5 april 2014 – 9 januari 2015        |
| Modibo Keita                | 9 januari 2015 – 10 april 2017       |
| Abdoulaye Idrissa Maïga     | 10 april 2017 – 31 december 2017     |
| Soumeylou Boubèye Maïga     | 31 december 2017 – 18 april 2019     |
| Boubou Cissé                | 18 april 2019 – 18 augusti 2020      |
| Vakant                      | 18 augusti 2020 – 27 september 2020  |
| Moctar Ouane                | 27 september 2020 – 24 maj 2021      |
| Vakant                      | 24 maj 2021 – 6 juni 2021            |
| Choguel Kokalla Maïga       | 6 juni 2021 – 21 augusti 2022        |
| Abdoulaye Maïga             | 21 augusti 2022 – 5 december 2022    |
| Choguel Kokalla Maïga       | 5 december 2022 – 20 november 2024   |
| Abdoulaye Maïga             | 21 november 2024 –                   |